# Jordi Peganes
Jordi Peganes (en llatí Georgius Peganes, en grec Γεώργιος) fou un militar de l'Imperi Romà d'Orient, comandant en cap del tema d'Opsícion a la Propòntida.
Va donar suport a Simbaci (Symbatius) el rival de Basili el Macedoni, revolta a la que es va sumar per la gelosia que tenia a Basili quan aquest va assolir el rang d'august sota Miquel III el 866. Simbaci i Jordi van assolar el camp proper a Constantinoble, provocant el desconcert de Basili, i van procurar parlar bé de l'emperador Miquel. Però les seves tropes els van abandonar i Jordi va fugir a Cotyaeium, una de les ciutats del seu govern, on aviat fou capturat per les tropes lleials a l'emperador. Fou fuetejat, cegat i confinat en custòdia a casa seva o en exili, però quan Basili I va accedir al tron, el va perdonar i li va tornar els seus honors, segons expliquen Teòfanes continuat, Simeó Metafrastes i Jordi el Monjo.